# Martin Scales

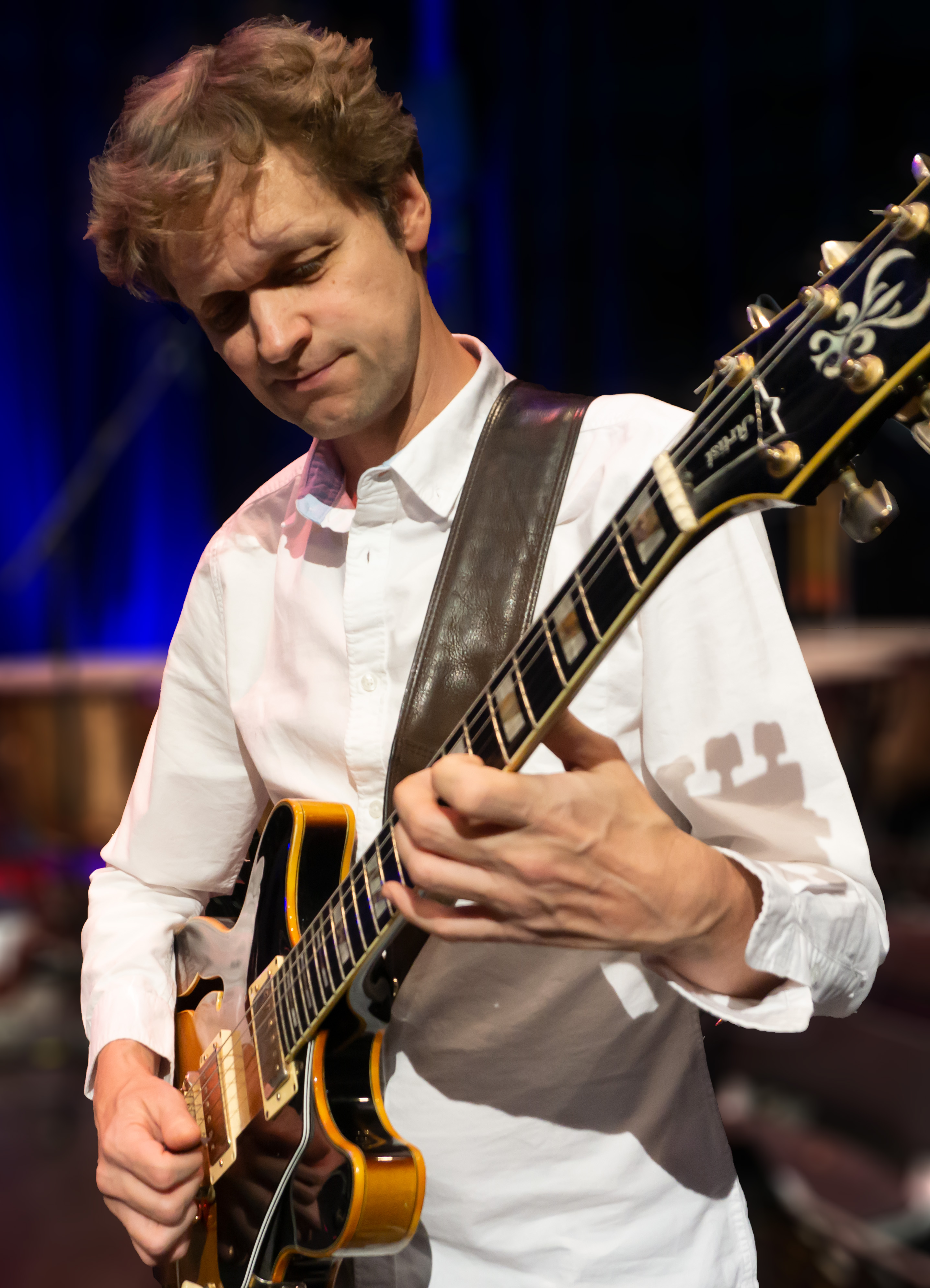
Martin Scales (2019)

Martin Scales (* 26. September 1967 in Garmisch-Partenkirchen) ist ein britisch-deutscher Jazzgitarrist und Komponist.

## Leben und Wirken
Im Alter von zehn Jahren begann Martin Scales Gitarre zu spielen. Schon mit 15 Jahren hatte er regelmäßige Auftritte mit Coverbands in den Clubs und Hotels der US-Armee in Garmisch-Partenkirchen und Umgebung. Gleichzeitig erwuchs das Interesse für Jazz. Mit 19 nahm er Privatstunden bei dem Jazzgitarristen Peter O’Mara und gründete sein eigenes Jazzensemble mit Johannes Enders und seinem Bruder Patrick Scales. Nach Studien an der renommierten New School in New York City, bei Adam Nussbaum, Joe Chambers, Garry Dial, Mike Stern und Vic Juris, und an der Hochschule für Musik Köln lebte er bis 2007 in München.
Zwischen 1997 und 2002 war er Gitarrist bei allen Folgen der TV-Show Bullyparade (Pro7). 2007 verlegte er seinen Lebensmittelpunkt nach Frankfurt, wo er seitdem ein festes Mitglied der hr-Bigband ist. 2007 wurde er Dozent für Jazzgitarre an der Hochschule für Musik Freiburg.
Seit 2007 ist er festes Mitglied der hr-Bigband.
Zusammen mit seinem Bruder Patrick Scales (E-Bass) veröffentlichte er drei CDs unter eigenem Namen, darunter Grounded, die bei Blue Note Records erschienen ist.
Seit 2014 ist er wie sein Bruder Mitglied in Klaus Doldingers Passport.

## Diskographie
Unter eigenem Namen

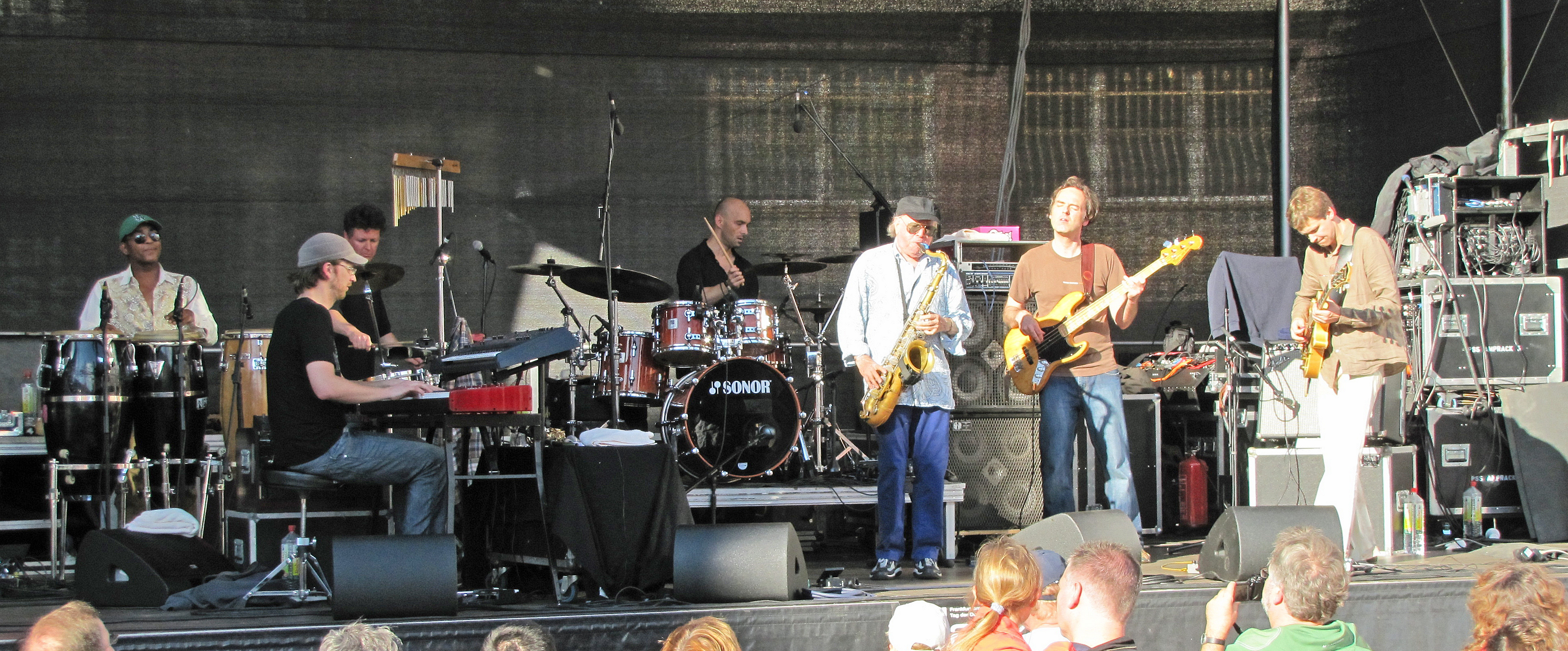
Martin Scales mit Passport

- Scales, Grounded, Blue Note Records (2000)
- Scales Brothers, Our House, Enja (1997)
- Scalesenders, This And More, GLM (1994)

Mit anderen Künstlern (Auswahl)
- Joo Kraus & Basic Jazz Lounge, The Ride, Edel Records (2006)
- Biboul Darouiche & Soleil Bantu: Africa is calling, BHM (2006)
- Sabina Hank feat. Bob Mintzer: Music in a Mirror, Quintone (2004)
- Till Brönner: Blue Eyed Soul, Verve Records (2002)
- Wolfgang Haffner: Urban Life, Skip Records (2001)
- Tony Lakatos: Move It, Universal Music Group Japan, (2001)
- Alison Welles, Expect Me, House Master Records (1997), featuring Bob Mintzer, Dave Samuels
- Zappel Bude, Mood Records (1997)
- Pee Wee Ellis, A New Shift, minor music (1996)